# 道教青松小學 (湖景邨)

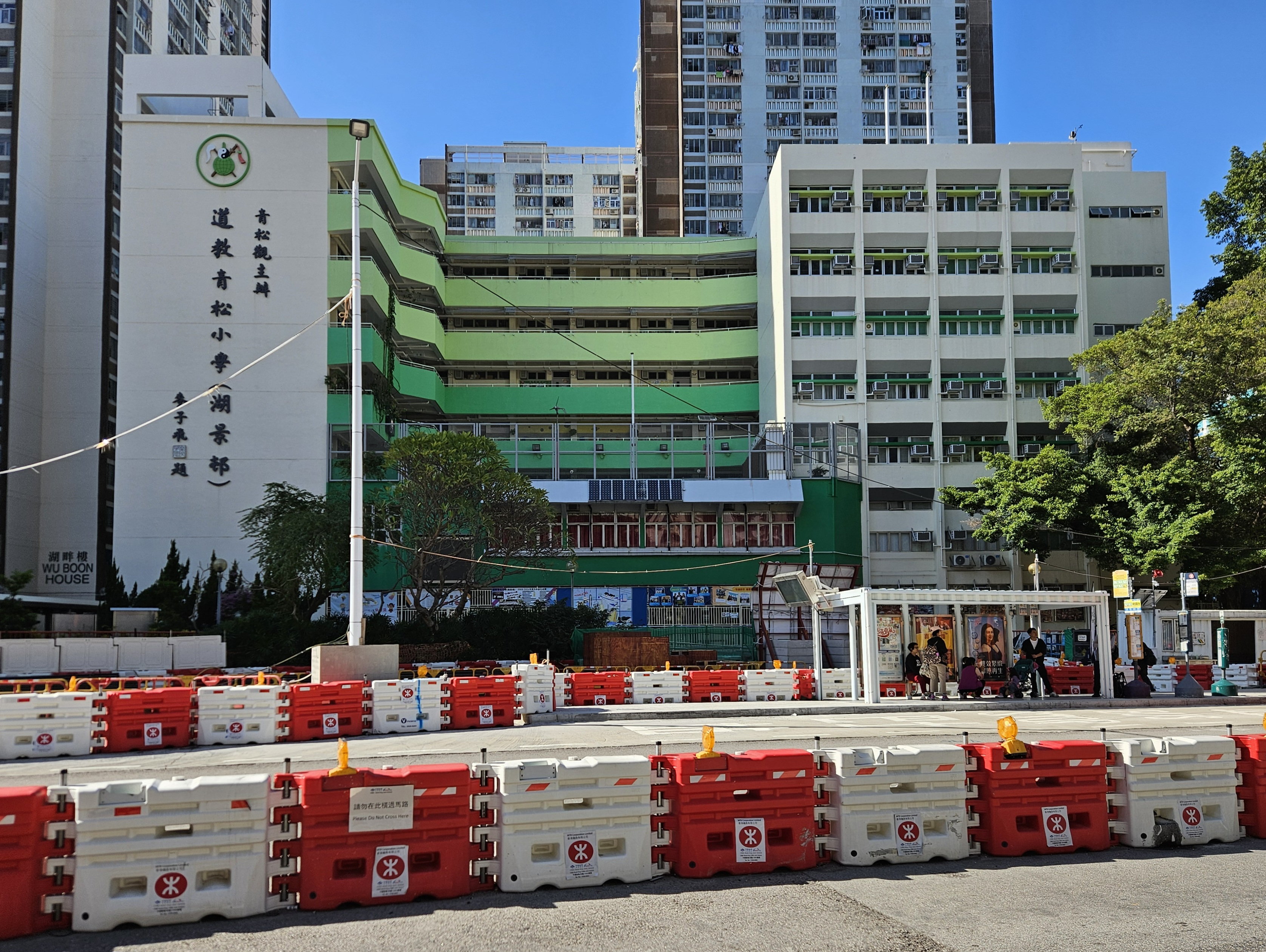
兆禧苑望向道教青松小學（湖景邨）校舍

道教青松小學（湖景邨）（英語：Taoist Ching Chung Primary School (Wu King Estate)）是一所政府津貼的全日制小學，由道教青松小學下午校及香海蓮社主辦佛教黃筱煒紀念學校合併而成。學校位於新界屯門湖景邨，由道教香港青松觀主辦，於2008年合併，校訓為「尊道貴德」。

## 歷史
此校原先為1982年成立的香海蓮社主辦佛教黃筱煒紀念學校，本身為一所半日制小學。
因收生不足，此校早於1990年代中已轉為全日制辦學，但收生仍無改善，至2005/06學年更跌至只能開設一班小一。
至2008年，香海蓮社決定與青松觀合作，安排道教青松小學下午校與此校合併，使此校得以續辦至今。按照當時的安排，合併首年兩校於佛教黃筱煒紀念學校校舍一同上課，至2009年才正式完成合併。

## 校政管理

### 歷任校監
- 黃學堯 先生（1982年-2008年；為原校冠名人黃筱煒兒子，兼任崇蘭中學校監；2015年逝世）[4]
- 麥子飛 先生[5]
- 黃健榮 先生，MH
- 趙淑儀 女士（現任）

### 歷任校長

#### 黃筱煒紀念學校上午校
- 劉炳經 先生[4]（2007年再出任全日制校長）

#### 黃筱煒紀念學校下午校
- 龐天淇 先生[4]（1983年-1993年，創校校長；已歿）
- 吳炳斌 先生（1993年-？；已歿）

#### 全日
- 陳永昌 先生（？-2007年）[6]
- 劉炳經 先生（2007年-2009年，其後學校完成合併，由青松觀接辦）[7]
- 區蔣順 先生（2008年-？；2009年起接管全校）
- 鄭志明 先生
- 吳思銘 先生（現任）

### 歷任副校長
- 鄭志明 先生
- 倪麗貞 女士
- 李富明 先生
- 吳思銘 先生 （現任校長）
- 周敏華 女士（現任）
- 文慧貞 女士（現任）
- 魏海琳 女士（現任）

## 學校課程
學校每學年設有3次考試，逢星期五下午時段訂為活動課，讓學生參與不同的課外活動。另外，學校實行「全校童軍」計劃，代表每個學生都是童軍的一員，在逢星期四的童軍課中，學習童軍的知識以提升學生的紀律性。

## 著名/傑出校友

### 黃筱煒紀念學校舊生
- 林子善：香港演員（1994年上午校）

### 道教青松小學下午校舊生
- 陳仕文：香港演員、配音員
- 狄以達：香港男歌手（2001年畢業）
- 工藤佑采：《2018年度香港小姐競選》參賽者（2006年畢業）